# Pikietka
Pikietka (lit. Sarginė) – wieś na Litwie, w okręgu wileńskim, w rejonie wileńskim, w gminie Dukszty.

## Historia
Pod zaborami zaścianek. W II Rzeczypospolitej dwa zaścianki. W XIX i w początkach XX w. położona była w Rosji, w guberni wileńskiej, w powiecie wileńskim. Po I wojnie światowej pod administracją polską, w Zarządzie Cywilnym Ziem Wschodnich. W latach 1920–1922 w składzie Litwy Środkowej.
Od 11 kwietnia 1922 leżała w Polsce, w województwie wileńskim, w powiecie wileńsko-trockim, w gminie Mejszagoła.
Po II wojnie światowej w granicach Związku Sowieckiego. Od 1991 na niepodległej Litwie.